# Aggstein (zřícenina hradu)

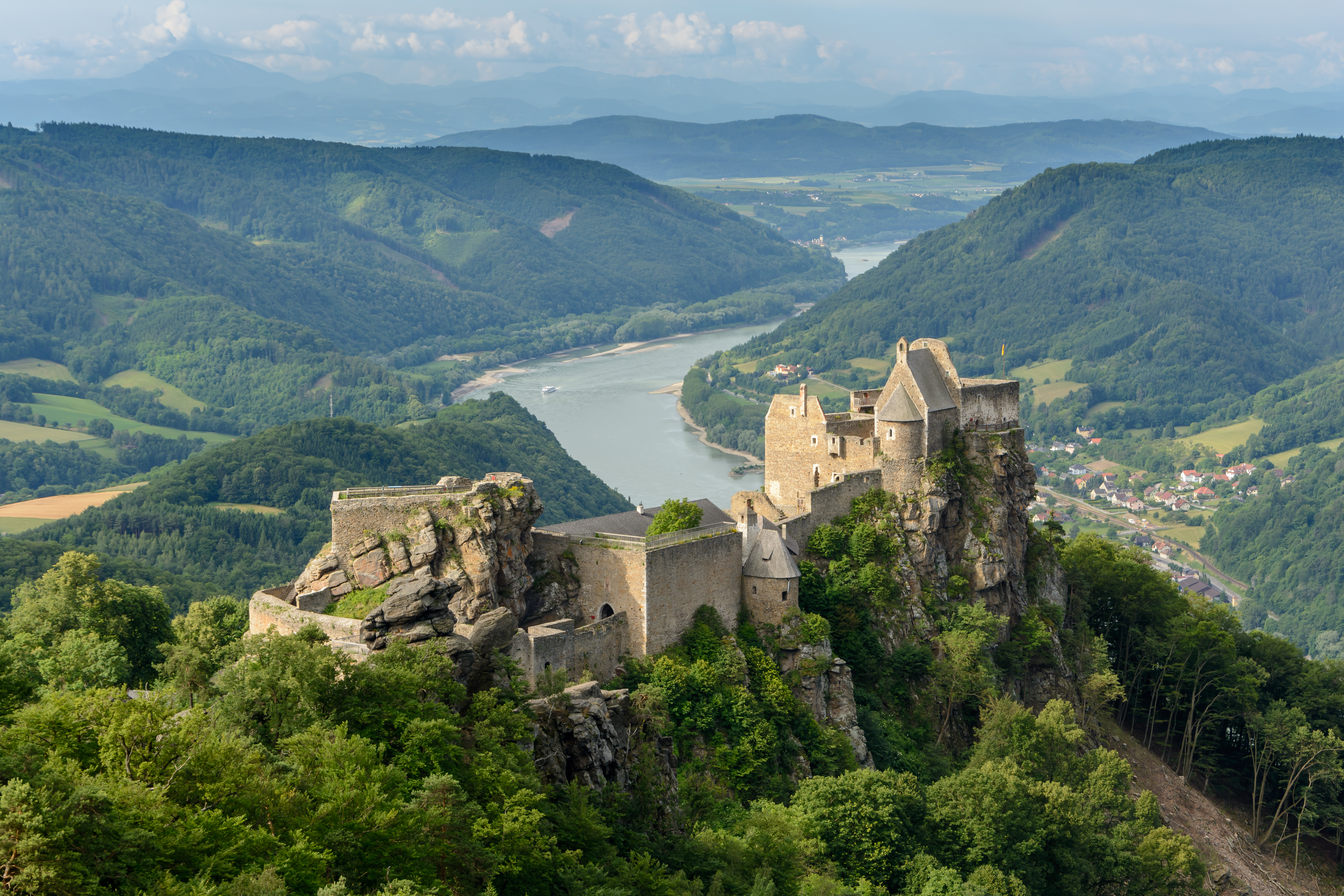
Zřícenina hradu Aggstein

Zřícenina hradu Aggstein je pozůstatkem původního hradu z počátku 12. století na břehu Dunaje ve Wachau v Dolních Rakousích.

## Poloha
Zřícenina hradu stojí asi 300 metrů nad pravým břehem Dunaje (od východu na západ) na skalním ostrohu dlouhém asi 150 metrů. Zřícenina se nachází na území městyse Schönbühel-Aggsbach v Dolních Rakousích v okrese Melk.

## Historie
Hrad pravděpodobně postavil Manegold III. von Acchispach (Aggsbach) na počátku 12. století. Roku 1181 se stali vlastníky hradu Kuenringové z Aggsbach-Gansbachu.
Po vzpouře Kuenringů za Hadmara III. proti vévodovi Fridrichovi byl v letech 1230/1231 obléhán a dobyt. Při sporech o následnictví se Kuenringové přikláněli střídavě na obě strany. Tak se stalo, že se Leutold I. z Kuenringu zúčastnil povstání proti vévodovi Albrechtovi I. Habsburskému. Nato byl hrad v letech 1295 a 1296 opakovaně obléhán. Naposledy Kuenringové vlastnili hrad v letech 1348 až 1355 za Leutolda II. a poté začínal pustnout.
Vévoda Albrecht II. v roce 1429 odebral hrad šlechtě Maissauerů a dal lénem svému komořímu (Georg) Jörg Scheckovi von Wald. Scheck byl povinen chátrající hrad rekonstruovat k zajištění plavby lodí po Dunaji.
Od roku 1438 Schek von Wald měl nárok na mýtné od lodí jedoucích po proudu. V opačném směru musel pomáhat při plavbě lodí zápřeží. Později vybudoval na břehu řeky „mýtnici“, která dnes slouží jako lesovna. Později se Scheck stal loupeživým rytířem a vykrádal lodě na Dunaji. Proto dostal pro svou krutost přezdívku „Schreckenwald" (terorista lesa). V roce 1463 hrad obléhal další loupeživý rytíř Georg von Stain. Ten Schecka von Wald porazil a převzal hrad jako zástavu, poněvadž vévoda měl na něm peněžní dluhy. Roku 1476 koupil hrad Ulrich baron von Graveneck, který v roce 1476 až 1477 panství vládl, až byl nakonec donucen se hradu vzdát.
Roku 1477 vévoda Leopold III. Habsburský převzal hrad sám a obsadil nájemci a opatrovníky hradu, aby se zastavilo rabování.
V roce 1529 byl hrad skupinou tureckých vojsk při prvním obléhání Vídně vypálen. Znovu byla vybudována střílna pro možnost obrany dělostřelbou.
V roce 1606 hrad získala Anna, vdova po posledním nájemci hradu, baronka z Polheimu a Parzu. Po její smrti hrad opět chátral.
V roce 1685 odešla na zámek Schönbühel ve vlastnictví hraběte Ernsta Rüdigera von Starhemberg. Ludwig Josef Gregor von Starhemberg prodal majetky v roce 1819 hraběti Franzi z Beroldingenu. Ve vlastnictví Beroldingerů zůstal do roku 1830, kdy panství Schönbühel se zříceninou Aggsteinu prodal hraběti Oswaldu ze Seilern-Aspangu.
Za Hadmara III. z Kuenringu byl hrad považován za nedobytný. Skutečně nejsou žádné důkazy, že by hrad byl útokem dobyt. Pravděpodobně získávali hrad jiným způsobem, jako např. vyhladověním při obléhání.
Dnes zříceninu hradu Aggstein navštíví ročně 55 000 návštěvníků a je nejvíce navštěvovanou památkou Dolních Rakous.

## Historie stavební

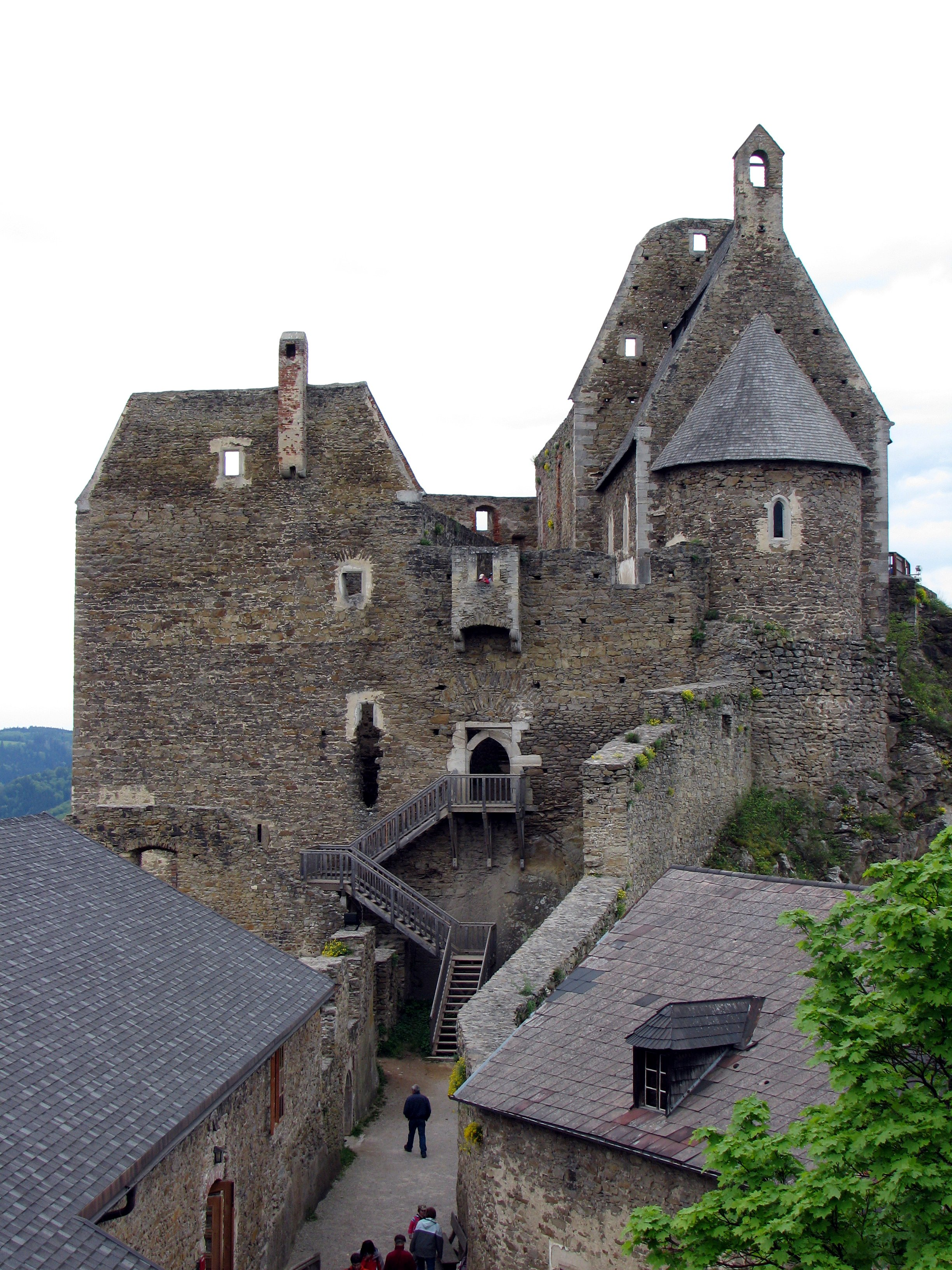
Hrad Aggstein

Hrad postavený na počátku 12. století, byl za Kuenringů nejméně dvakrát obléhán a zničen. Z té doby jsou ještě některé základy nazývané Bürgel, skalní ostruha na západě a zdivo na skále na východní straně hradu. V roce 1429 byl již označovaný za pustnoucí a Jörg Scheck von Wald znovu hrad obnovil. Potom byl hrad v období 1429 až 1436, díky robotujícímu obyvatelstvu, znovu vystavěn a rozšířen. Většina zachovaných části, jako jsou zbytky třípatrových věží se schodišti, palác a gotická kaple, bylo znovu zrekonstruováno. Z té době byla známa slavná růžová zahrada.
Po vypálení Turky byl hrad znovu přestavěn a zřízena střílna pro dělostřeleckou ochranu hradu. Za Anny baronky z Polheimu a Parzu byl hrad po roce 1606 opraven a uprostřed hradu postavena kancelářská budova. Po její smrti již nebyl hrad udržován a stal se nezastavitelným. Část kamenných zdí se rozebírala, některé dřevěné trámy se použily pro stavbu kláštera Servitů Maria Langegg.
Za Beroldingerů se prováděly zabezpečovací práce k údržbě ruiny a za Oswalda ze Seilernu byly dokončeny.
V letech 2003 až 2004 byl realizován projekt "Zatraktivnění zříceniny hradu Aggstein" s celkovým nákladem 49 630 € z prostředků dolnorakouské zemské vlády a evropských fondů. Bylo doplněno poškozené zdivo, zřízena kanalizace a vodovod, provedeny vnitřní instalace v budovách, upraven vstupní prostor a vytvořen rytířský sál.

## Pověsti o Aggsteinu

### Hadmar a železný řetěz
Hadmar III. z Kuenringů pomocí železného řetězu, který natáhl přes Dunaj, zachycoval plavidla s cestujícími plující po proudu toku. Když těch případů bylo již mnoho, vévoda Fridrich se rozhodl zaútočit na hrad. Ten odolal všem útokům. Tak tedy připravili lest. Vídeňský obchodník, jménem Rüdiger, byl již několikrát Hadmarem přepadený. Poslali proto obchodníka do Řezna. Tam vypravili velkou loď, nahoře s hodnověrným nákladem a v podpalubí s dobře vyzbrojenými vojáky. Od Schönbühelu byla nahlášena na Aggstein loď s bohatým nákladem. Loď řetězem zadrželi. Bohatý náklad vylákal Hadmara až k lodi a když vstoupil na loď, byl vojáky zajat. Loď i s vězněm odplula do Vídně k vévodovi. Hrad bez pána byl brzy poté zabrán. Vévoda ale daroval Hadmarovi život i svobodu, avšak pod podmínkou, že všechno naloupené zboží vrátí a veškeré škody nahradí. Za několik let jako poutník na cestě do Pasova (Passau) zemřel v malé vesnici na horním Dunaji.

### Jörg Scheck von Wald a růžová zahrada
Nejznámější je pověst o "růžové zahradě". Bylo známo, že krvežíznivý hradní pán Jörg Scheck své vězně zavíral na úzký kamenný balkon, který vyčníval do lesa, takže vězeň zemřel buď hlady, anebo se usmrtil skokem z balkonu. Propuštěný si zapamatoval Scheckovu „růžovou zahradu", jak římsu šlechtic cynicky nazýval. Dvakrát se zajatec zachránil skokem do okolních korun stromů.

## Turistika
Ke zřícenině je možné se dostat od Dunaje pěšky po asfaltové cestě nebo autem. Parkování je těsně pod vrcholem. Do zříceniny se platí vstupné, je zde možné koupit suvenýry, pohlednice. Ve dvou suterénních místnostech pod rytířským sálem je instalována výstava s tématem Sága o Nibelunzích. 
Vpravo od brány asi 80 m je cvičná skála na lezení 20 m s pevnými oky na jištění, obtížnost max V.